# Carta colectiva de los obispos españoles a los obispos de todo el mundo con motivo de la guerra en España
La Carta colectiva de los obispos españoles a los obispos de todo el mundo con motivo de la guerra en España (Carta col·lectiva dels bisbes espanyols als bisbes del món sencer amb motiu de la guerra a Espanya) va ser una maniobra informativa internacional dels bisbes espanyols, amb el qual volien informar els catòlics arreu del món de la postura de l'Església Catòlica en la Guerra Civil. A més del castellà, va ser publicada en francès, italià i anglès el 1r de juliol de 1937. No era un producte d'una espontània voluntat de la jerarquia eclesiàstica espanyola, sinó que va ser escrita davant la petició formal del general insurrecte Francisco Franco.

## Història
El 12 de desembre de 1936, el tarragoní Isidre Gomà i Tomàs, cardenal de Toledo, va ser rebut pel papa Pius XI. Després del seu retorn a Espanya, es va entrevistar amb el general insurrecte Franco que li va assegurar que respectaria l'Església, després de la qual cosa, el cardenal va enviar als bisbes de la zona nacional una carta on comentava la bona impressió que li havia transmès Franco en l'entrevista. Ja el març de 1937, Pius XI va encarregar Gomà la redacció d'una carta col·lectiva. El juny, el cardenal redacta l'esborrany i després de comunicar-ho a Roma, l'envià a tots els bisbes al juny.
El document ajudà decisivament el Movimiento Nacional a donar a l'alçament franquista una legitimitat patriotic-religiosa contra el comunisme. Segons Jordi Serrano, l'Església catòlica no creu que hagi de fer cap autocrítica i demanar perdó pel seu paper en el cop d'estat per aquesta carta. El secretari d'estat del Vaticà, Eugenio Pacelli, el futur papa Pius XII, va escriure una carta al cardenal Gomà que demostra el malestar que va generar al Vaticà la carta de l'Episcopat espanyol justificant l'alçament militar. Pacelli va aprovar la carta «pels nobles sentiments en què està inspirat, així com l'alt sentit de justícia d'aquests excel·lentíssims bisbes a condemnar absolutament el mal, de qualsevol part que aquest vingui». Nogensmenys, els bisbes espanyols la van publicar en ometre l'afegit «de qualsevol part que vingui» el que no va plaure al Vaticà que va exigir una rectificació amb el text sencer de la carta de Pacelli. L'ambaixador espanyol al Vaticà, José de Yanguas Messía va protestar contra aquesta exigència.
Una majoria dels bisbes espanyols hi trivialitza el conflicte social, a la base de la guerra, hi descriuen una simplificació del conflicte basc, mostren poca sensibilitat als valors democràtics, ignoren la repressió i la violència del bàndol nacionalista i neguen el paper de l'Església en la guerra. Només hi descriuen les persecucions sofertes : «20.000 esglésies i capelles destruïdes o totalment saquejades. Els sacerdots assassinats, amb una mitjana dels 40 per 100 en les diòcesis devastades —en algunes arriba al 80 per 100– sumaran, només el clergat secular, uns 6.000».
En donar suport als insurrectes, l'Església recuperà privilegis. Va ser considerada com un puntal del nou règim, la qual cosa li aportà amples beneficis. Amb la victòria del bàndol nacional, «l'Església tingué un protagonisme important, dins una estratègia de recristianització de la societat mitjançant actes multitudinaris d'exaltació religiosa, el control de la moral pública i privada i un paper importantíssim en el món de l'ensenyament.» Els bisbes signataris hi expressen una concepció teocràtica de la societat espanyola:
| «                                                     | La Constitució i les lleis laiques [de la segona república] que van desenvolupar el seu esperit van ser un atac violent i continuat contra la ‘consciència nacional'. En anul·lar els drets de Déu i vexar l'Església, la nostra societat quedava enervada, en l'ordre legal, en el que té de més substantiu la vida social, que és la religió. El poble espanyol que, en la seva major part, mantenia viva la fe dels avis, va rebre amb paciència invicta els reiterats greuges fets a la seva consciència per lleis iniqües; però la temeritat dels governants ha posat en ‘l'ànima nacional', juntament amb el greuge, un factor de repudi i de protesta contra un poder social que havia faltat a la justícia més fonamental, que és la que es deu a Déu i a la consciència dels ciutadans. | » |
| — Carta colectiva (traduït de l'original en castellà) | |   |

## Contingut
La carta d'unes 45 pàgines té els capítols següents:
- Raó del document.
- Naturalesa de la carta.
- La nostra posició davant la guerra.
- El quinquenni que va precedir la guerra.
- L'alçament militar i la revolució comunista.
- Característiques de la revolució comunista.
- El moviment nacional: els seus caràcters.
- Es respon a unes objeccions.
- Conclusió.

Va ser signada per 43 bisbes i cinc vicaris espanyols, llevat
- Francesc Vidal i Barraquer (que hagué de fugir d'Espanya, després de ser salvat per Lluís Companys de ser assassinat per membres de la FAI) opinava que la carta podia ser inoportuna i augmentar la repressió contra l'Església.[9]
- Mateo Múgica Urrestarazu (que havia abandonat Espanya l'octubre de 1936, per refugiar-se a Roma, després de ser acusat per la Junta de Defensa Nacional de tolerar propaganda separatista al seminari i de protegir sacerdots enemics del Moviment), li va dir a Gomà que no li semblava oportú signar estant fora de la seva diòcesi i que no volia signar un document d'exaltació dels nacionals (que havien assassinat catorze sacerdots bascos, acusats de separatisme). Encara que anteriorment a la presa de la diòcesi de Vitòria pels nacionals, la carta li semblava convenient.
- Joan Torres Ribas, bisbe de Menorca, ancià de 92 anys, cec i malalt, confinat en la seva diòcesi i respectat pels republicans. Va morir el 20 de gener de 1939.
- Javier Irastorza Loinaz, nomenat administrador apostòlic i, per tant, sense jurisdicció diocesana.
- El cardenal Pedro Segura y Sáez, que estava exiliat a Roma i sense càrrec a Espanya.

## Segona carta
Quatre mesos després de la Carta, el novembre del 1937, reunits a Venta de Baños, els bisbes no només es reafermaren en els seus postulats, sinó que justificant la política d'extermini de l'enemic, donen testimoni que va existir aquesta política:
Sobre la Carta Col·lectiva de l'Episcopat espanyol als bisbes de l'orbe catòlic, redactada segons el vot unànime dels bisbes residents a Espanya, expressat el febrer darrer, la Conferència es congratula de l'eco que ha trobat davant dels germans de tot el món, de la difusió extraordinària que ha aconseguit a totes les parts de la terra, havent-se reproduït en milions d'exemplars en les principals llengües, i de l'eficàcia que ha tingut per esvair errors i preocupacions sobre la guerra que afligeix Espanya.
I que la pau del Senyor sigui amb tots nosaltres, ja que ens ha cridat tots a la gran obra de la pau universal, que és l'establiment del Regne de Déu al món per l'edificació del Cos de Crist, que és l'Església , de la qual ens ha constituït bisbes i pastors. Us escrivim des d'Espanya, fent memòria dels germans difunts i absents de la Pàtria, a la festa de la Preciosíssima Sang de Nostre Senyor Jesucrist, 1 de juliol de 1937.
La política d'extermini de l'enemic, dels "que no pensen com nosaltres", es va iniciar invocant el sacrosant nom de Déu, de la Pàtria, de la civilització cristiana, de la moral i dels principis tradicionals i eterns. En una paraula, amb conceptes tradicionals, conservadors i contrarevolucionaris, eliminant els "sense Déu i sense Pàtria".
No gaire després, en Franco fa unes declaracions a l'Echo de París que venen a ser una resposta als bisbes:
...la nostra guerra no és una guerra civil, una guerra de partit, una guerra de pronunciament, sinó una Croada dels homes que creuen en Déu, que creuen en l'ànima humana, que creuen en el bé, en l'ideal, en el sacrifici, que lluiten contra els homes sense fe, sense moral, sense noblesa... Sí, la nostra guerra és una guerra religiosa. Nosaltres, tots els que combatem, cristians o musulmans, som soldats de Déu i no lluitem contra altres homes, sinó contra l'ateisme i el materialisme...